# Сарнелли, Помпео
Помпео Сарнелли (итал. Pompeo Sarnelli; 28 января 1649, Полиньяно-а-Маре, Апулия — 7 июля 1724, Бишелье) — итальянский писатель

, поэт, римско-католический прелат, епископ Бишелье и историк.

## Биография
Ещё будучи подростком, переехал в Неаполь. Там изучал теологию и право и, после того как в 1669 году стал священником, работал у кардинала Винченцо Марии Орсини.
В 1689 году отказался от предложенной должности в епископстве Термоли. 24 марта 1692 года Папой римским Иннокентием XII был назначен епископом Бишелье. 4 мая 1692 года рукоположён в епископы Пьетро Франческо Орсини, архиепископом Беневенто. Служил епископом Бишельи до своей смерти в 1724 году.

## Творчество
За годы своей деятельности написал ряд произведений в прозе и стихах, в том числе множество элегий и од на латыни, комментариев к латинским стихотворениям (Il filo d’Arianna) и «Воспоминания епископов Бишельи и того же города». (Неаполь, 1693 г.), в котором церковная история и местная история полностью перемешаны в контрреформационном ключе. Его Bestiarum schola , сборник морализаторских басен в прозе, был опубликован в 1680 году.
Сарнелли редактировал издание «Сказки сказок» Джамбаттисты Базиля (1674), первое, носившее альтернативное название Il Pentamerone, под которым произведение Базиля впоследствии станет наиболее известным.

## Избранные произведения

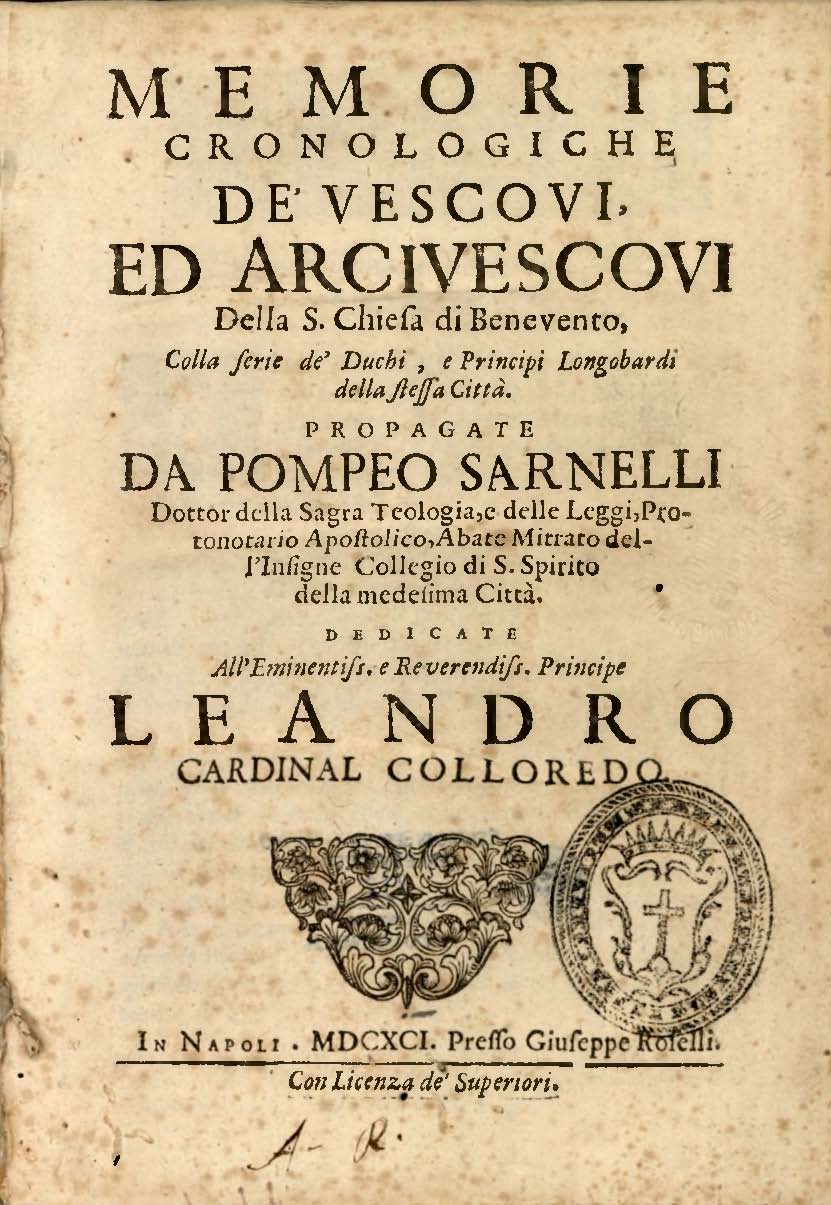
Memorie cronologiche de Vescovi ed Arcivescovi della S. Chiesa di Benevento

- «Donato distrutto renovato» (1675),
- «Bestiarum schola» (1680),
- «Scuola dell’anima» (1682),
- «Posilicheata» (1684),
- «Antica basilicographia» (1686),
- «Lettere ecclesiastiche» (1686),
- «Annotazioni soprail libro di Enoch» (1710).